# Савицкий, Илья Григорьевич
Илья Григорьевич Савицкий (1898 — после 1940) — деятель государственной безопасности, капитан государственной безопасности.

## Биография
Родился в еврейской семье, с 1916 находился на военной службе в 245-м запасном пехотном полку. С сентября 1917 работал наборщиком в типографии Волынской губернской земской в Житомире. С 1919 служит в РККА как политический боец 15-го пограничного полка 2-й Украинской советской дивизии. 
С октября 1920 работал помощником уполномоченного 4-й группы Волынской губернской чрезвычайной комиссии (ЧК). С января 1922 временно исполнял должность начальника части по разработке материалов и уполномоченный 2-й группы агентуры Волынской губернской ЧК. Затем работал на разных должностях в Староконстантиновском уездном отделении ГПУ и Волынском губернском отделе ГПУ. С октября 1923 по январь 1924 был помощником уполномоченного и уполномоченным контрразведывательного (КРО) Харьковского губернского отдела ГПУ, затем помощником уполномоченного КРО секретно-оперативной части (СОЧ) ГПУ УССР. С февраля 1925 работал в КРО СОЧ ГПУ УССР, Мариупольском и Николаевском окружных отделах ГПУ и Киевском областном отделе ГПУ. 
С марта 1933 был начальником Новоград-Волынского районного отдела ГПУ в Киевской области. Затем до июля 1934 работал помощником начальника СПО УГБ УНКВД по Киевской области, после чего помощником начальника дорожно-транспортного отдела (ДТО) ГУГБ НКВД на Южных железных дорогах в Харькове. С апреля по октябрь 1935 состоял заместителем начальника транспортного отдела (ТО) УГБ УНКВД по Днепропетровской области, потом начальником ТО (6-го отдела) УГБ УНКВД по Саратовской области. 
С июня 1937 являлся начальником 6-го (ТО) отдела УГБ УНКВД по Оренбургской области, потом ДТО ГУГБ НКВД на Оренбургской железной дороге, и с 5 октября 1937 до ноября 1938 состоял членом тройки НКВД. Арестован 11 июня 1939, и 7 августа того же года уволен из органов. 9 апреля 1940 приговорён ВКВС СССР к ВМН, но постановлением президиума Верховного суда СССР приговор заменён на 20 лет лишения свободы. Впоследствии не реабилитирован. 

### Звания
- рядовой, 1916;
- старший лейтенант государственной безопасности, 8 января 1936;
- капитан государственной безопасности, 7 февраля 1937.

### Награды
- орден Красной Звезды, награждён 19 декабря 1937, лишён этого ордена указом президиума Верховного Совета СССР от 7 июля 1942.
- медаль «XX лет РККА», награждён 22 февраля 1938.[1]